# Imposta sul reddito delle persone fisiche

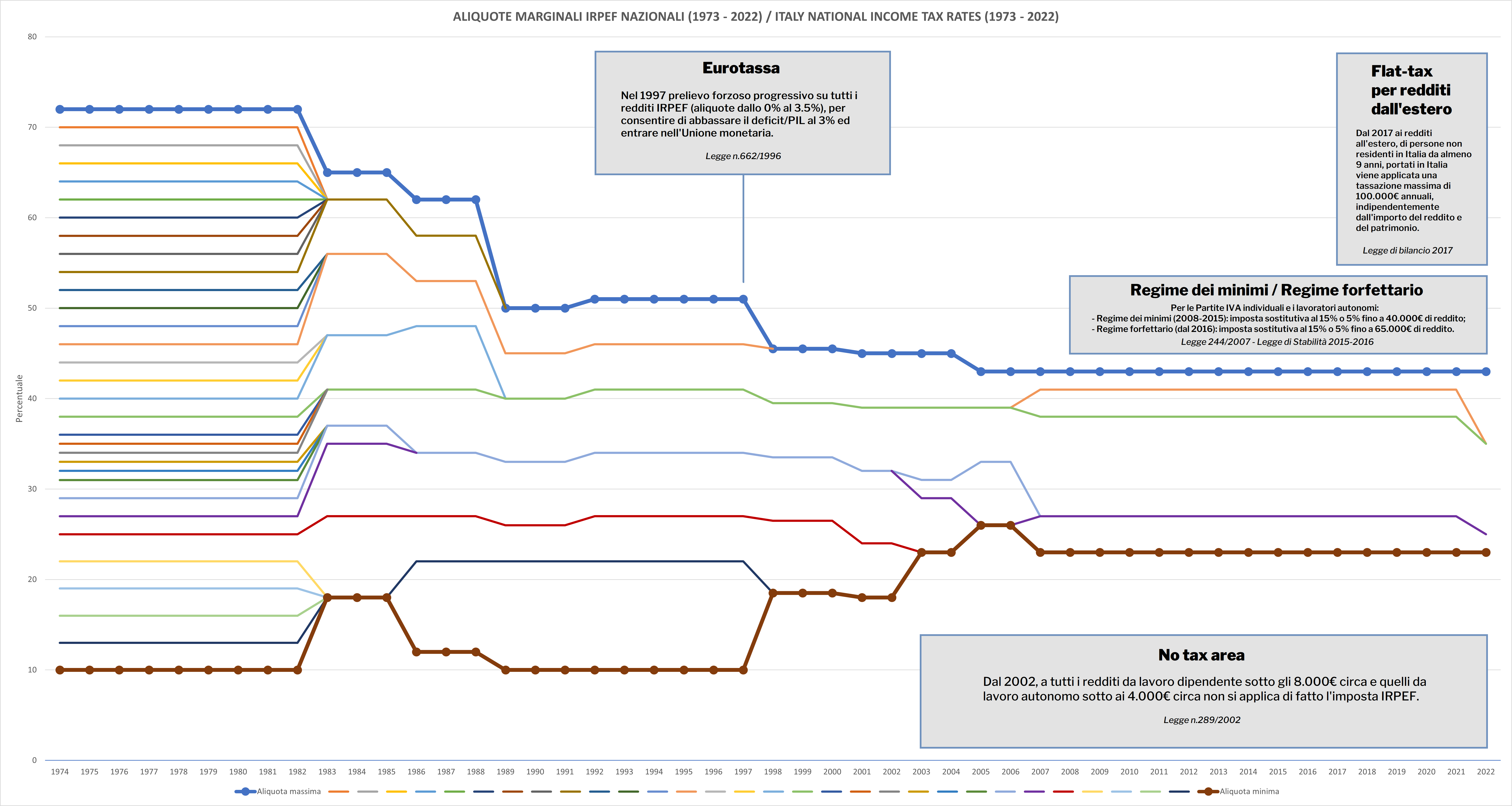
Aliquote IRPEF nazionali (1973 - 2022) ed eccezioni occorse nel tempo

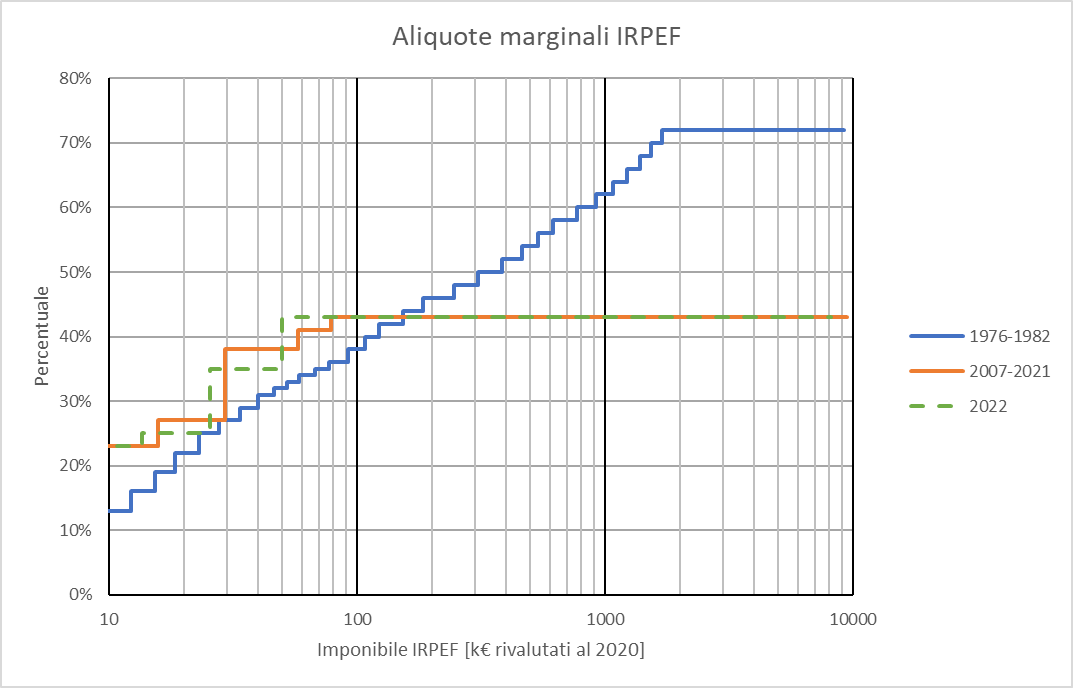
Storico Aliquote Marginali IRPEF in funzione del reddito imponibile

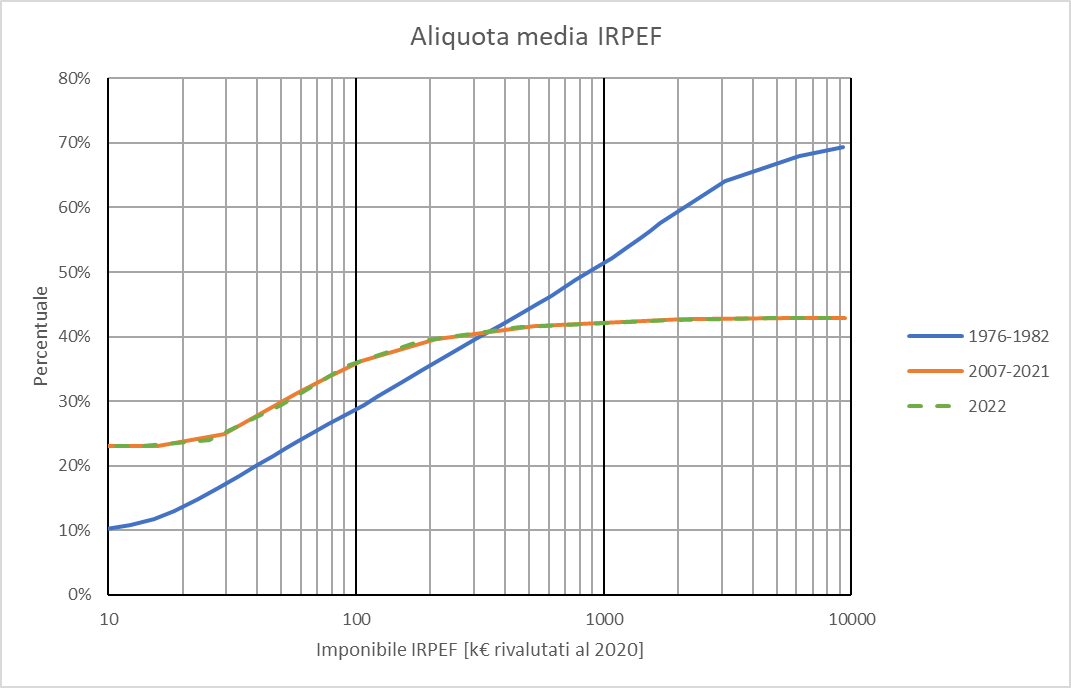
Storico Aliquota media IRPEF in funzione del reddito imponibile

L'imposta sul reddito delle persone fisiche, abbreviata con l'acronimo IRPEF, è l'imposta sul reddito delle persone nella Repubblica Italiana. L'IRPEF è un'imposta diretta, personale, progressiva a scaglioni e generale. È in vigore dal 1974 ed è oggi regolata dal testo unico delle imposte sui redditi (TUIR), emanato con DPR 22 dicembre 1986 n. 917.

## Storia

### Istituzione nel 1973 e TUIR del 1986
È stata istituita con la riforma del sistema tributario per il 1974, ai sensi del DPR 29 settembre 1973 n. 597, 598, 599 e conteneva 32 aliquote (dal 10% al 72%) per gli scaglioni di reddito da 2 a 500 milioni di lire, simile a quanto in vigore all'epoca negli Stati Uniti con l'income tax, da cui prende spunto. Essa va a sostituire l'Imposta di ricchezza mobile.
Dal 1983 gli scaglioni furono ridotti da 32 a 9 e col DPR n. 917/1986 (il cosiddetto Testo unico delle imposte sui redditi) si è raccolta la disciplina dell'IRPEF stessa e dell'IRES (fino al 2003 IRPEG)  in un unico testo che ha sostituito i decreti presidenziali del 1973. Dal 1989 e per quasi tutti gli anni '90 gli scaglioni furono diminuiti a 7, mentre dall'inizio degli anni 2000 e fino al 2021 gli scaglioni sono stati soltanto 5, con l'aliquota più bassa al 23% e la più alta al 43%.
A partire dal 2022 gli scaglioni sono stati ridotti a 4, pur mantenendo invariate le aliquote massima e minima. 
Nel 2023 sono allo studio diverse ipotesi di modifica ulteriore del sistema di aliquote, tutte caratterizzate soprattutto da una diminuzione da 4 a 3 aliquote stesse, con dei vantaggi che andrebbero principalmente ai ceti più abbienti secondo le simulazioni sulle varie proposte. Questo sarebbe il primo passaggio per arrivare entro qualche anno alla flat-tax.

#### Progetto inattuato dell'IRE del 2004
L'IRE, introdotta dalla legge 30 dicembre 2004 avrebbe dovuto sostituire l'IRPEF. L'IRE si basava sugli stessi principi ed elementi generali sui quali operava l'IRPEF. Tale imposta prevedeva: l'inclusione tra i soggetti passivi degli enti non commerciali; la sostituzione delle detrazioni d'imposta con deduzioni del reddito complessivo e la riduzione delle aliquote a due (23% per i redditi fino a 100.000 euro e 33% per i redditi superiori a tale importo). Tale trasformazione non fu mai resa operativa, non essendo mai stati emanati i decreti attuativi. È stata abrogata dalla legge 27 dicembre 2006, che ha contestualmente reintrodotto l'IRPEF.

### Statistiche

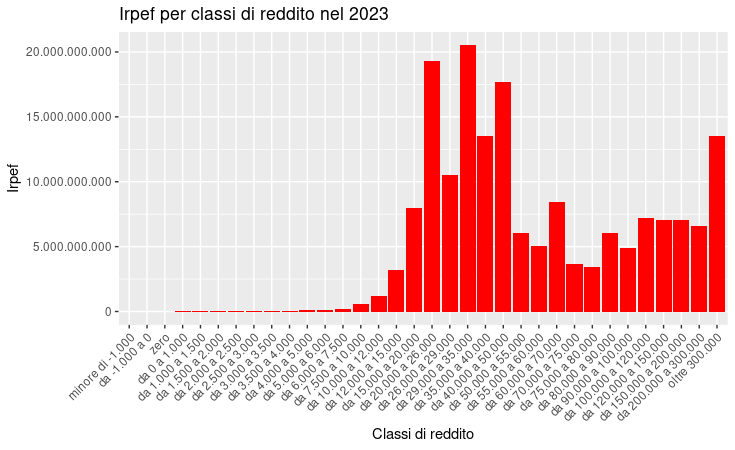
Fonte:[https://rpubs.com/lovepeacejoy404/reddito_numero_contribuenti_irpef Reddito, numero di contribuenti, IRPEF in Italia nel 2023

Si stima che essa fornisca circa il 40% del gettito fiscale dello Stato. Infatti nel 2020, a fronte di entrate tributarie pari a 446.796 milioni di euro, 187.436 milioni di euro sono derivati dall'IRPEF.

## Le eccezioni alle aliquote ordinarie
Vi sono state e vi sono tuttora alcune eccezioni alle aliquote generali nazionali (evidenziate in grassetto le eccezioni in vigore):
- l'Eurotassa (solo per il 1997) al fine di abbassare il deficit di bilancio al 3% per essere ammessi all'Unione Monetaria;
- l'istituzione dal 2002 della no tax area (vedere anche sotto) per redditi particolarmente bassi (solitamente sotto gli 8.000€ di reddito da lavoro dipendente o i 4.000€ di reddito da lavoro autonomo);
- Bonus fiscali: Bonus incapienti (solo per il 2007), Bonus IRPEF (o "bonus degli 80 euro", dal 2014) poi sostituito dal luglio 2020 con il TIR (Trattamento Integrativo del Reddito da lavoro dipendente per redditi fino a una certa soglia, pari a 1200€ dal 2021[7][8]);
- Imposte sostitutive per Partite IVA e lavoratori autonomi: istituzione del regime dei minimi dal 2008, poi sostituito dal regime forfettario dal 2016;
- Imposte sostitutive per redditi e patrimoni dall'estero: istituzione dal 2017 di una flat-tax di 100.000€ massimi forfettari annuali per redditi provenienti dall'estero di persone che non risiedano in Italia da almeno 9 anni negli ultimi 10 (regola concepita per attrarre persone particolarmente ricche dall'estero)[9][10].

## Presupposto e caratteristiche dell'imposta
Presupposto dell'imposta è il possesso di redditi rientranti in una delle seguenti categorie: redditi fondiari, redditi di capitale, redditi di lavoro dipendente, redditi di lavoro autonomo, redditi di impresa, redditi diversi. Tale imposta funge anche da imposta sui redditi da capitale per le persone fisiche, i quali vengono tassati al 26%.
È un'imposta progressiva, in quanto colpisce il reddito con aliquote che dipendono dagli scaglioni di reddito, ed è di carattere personale, essendo dovuta, per i soggetti residenti sul territorio dello Stato, per tutti i redditi posseduti, anche se prodotti all'estero.
L'imposta lorda è determinata applicando al reddito complessivo, al netto degli oneri deducibili indicati nell'articolo 10 TUIR, le seguenti aliquote per scaglioni di reddito:
Dal 2007 al 2021
| Scaglioni di reddito (€) | Aliquota | Imposta dovuta                                     |
| ------------------------ | -------- | -------------------------------------------------- |
| fino a 15.000            | 23%      | 23%, 0% se il reddito è inferiore alla no tax area |
| da 15.000,01 a 28.000    | 27%      | 3.450 € + 27% sulla parte eccedente i 15.000 €     |
| da 28.000,01 a 55.000    | 38%      | 6.960 € + 38% sulla parte eccedente i 28.000 €     |
| da 55.000,01 a 75.000    | 41%      | 17.220 € + 41% sulla parte eccedente i 55.000 €    |
| oltre 75.000             | 43%      | 25.420 € + 43% sulla parte eccedente i 75.000 €    |

Dal 2022 al 2023
| Scaglioni di reddito (€) | Aliquota | Imposta dovuta                                     |
| ------------------------ | -------- | -------------------------------------------------- |
| fino a 15.000            | 23%      | 23%, 0% se il reddito è inferiore alla no tax area |
| da 15.000,01 a 28.000    | 25%      | 3.450 € + 25% sulla parte eccedente i 15.000 €     |
| da 28.000,01 a 50.000    | 35%      | 6.700 € + 35% sulla parte eccedente i 28.000 €     |
| oltre 50.000             | 43%      | 14.400 € + 43% sulla parte eccedente i 50.000 €    |

Dal 2024
| Scaglioni di reddito (€) | Aliquota | Imposta dovuta                                     |
| ------------------------ | -------- | -------------------------------------------------- |
| fino a 28.000            | 23%      | 23%, 0% se il reddito è inferiore alla no tax area |
| da 28.000,01 a 50.000    | 35%      | 6.440 € + 35% sulla parte eccedente i 28.000 €     |
| oltre 50.000             | 43%      | 14.140 € + 43% sulla parte eccedente i 50.000 €    |

## Soggetti destinatari
I soggetti passivi dell'IRPEF (art. 2, DPR 917/1986) sono:
- le persone residenti sul territorio italiano, per i cespiti posseduti e i redditi prodotti in patria o all'estero;
- le persone non residenti sul territorio italiano, per i redditi prodotti nel territorio italiano;
- i soggetti passivi impropri, ossia le società di persone e, con innovazione recente, le società di capitali i cui soci - ricorrendone le condizioni - hanno adottato la cosiddetta "tassazione per trasparenza", simile a quella delle società di persone. In questo caso è la società che deve consegnare la dichiarazione dei redditi, ma sono tenuti a pagare l'imposta i soci (non la società), secondo la loro quota di partecipazione agli utili prodotti dalla società stessa.

Dal 1º gennaio 1999, si considerano residenti, salvo prova contraria, i cittadini italiani cancellati dall'anagrafe dei residenti emigrati nei paradisi fiscali, Stati a regime fiscale privilegiato (art. 10).
In particolare va provato che il soggetto emigrato:
- risieda fiscalmente nel paese nella cui anagrafica risulta iscritto e non in Italia (es. contratto di erogazione di acqua, luce, gas, ecc. pagati nel Paese straniero);
- vi svolga la propria attività (es. contratto di lavoro);
- abbia trasferito nel Paese a regime fiscale privilegiato i propri interessi familiari, sociali ed economici (es. iscrizione nelle liste elettorali).

È considerato residente il soggetto iscritto all'anagrafe italiana per la maggior parte dell'anno. Per "maggior parte dell'anno" si intende almeno 183 giorni in un anno, anche non continuativi (184 per anni bisestili). È altresì considerato residente chi ha per la maggior parte dell'anno in Italia il domicilio o la residenza, anche se non iscritto all'anagrafe.
Va precisato (c.m. 201/1996) che nel computo dei 183 giorni, per i lavoratori dipendenti, vanno considerate le frazioni di giorno, giorni di festivi e non lavorativi in cui è stata svolta l'attività lavorativa, giorno di arrivo e partenza e i giorni di malattia.
Il reddito prodotto in Italia da soggetti non residenti non comporta l'esclusione dall'assoggettamento a imposta. Il trasferimento all'estero di un soggetto che però mantiene l'abitazione in Italia, e quindi l'assenza più o meno lunga.

## Base imponibile
L'imposta si applica sul reddito complessivo dei soggetti passivi, formato,
- per i residenti, dai redditi posseduti al netto degli oneri deducibili (art. 10, DPR 917/1986), nonché delle deduzioni spettanti (artt. 11 e 12, DPR 917/1986)
- per i non residenti, dai redditi prodotti nel territorio dello Stato (art. 3, c. 1, DPR 917/1986).
Sono esclusi i redditi soggetti a tassazione separata, elencati dall'art. 17 (ex art. 16) del DPR 917/1986, a meno che il contribuente non abbia optato per la tassazione ordinaria (art. 3, c. 2, DPR 917/1986).
Al 2024 oltre il 95% dell'IRPEF è pagato da lavoratori dipendenti e pensionati mediante la ritenuta alla fonte.
Sono esclusi dalla base imponibile:
- i redditi esenti dall'imposta e quelli soggetti a ritenuta alla fonte a titolo di imposta o a imposta sostitutiva (art. 3, c. 3, lettera a), DPR 917/1986);
- gli assegni periodici destinati al mantenimento dei figli (art. 3, c. 3, lettera b), DPR 917/1986);
- gli assegni familiari[12], l'assegno per il nucleo familiare e gli emolumenti per carichi di famiglia erogati nei casi consentiti dalla legge (Art. 3, c. 3, lettera d), DPR 917/1986);
- la maggiorazione sociale dei trattamenti pensionistici prevista dall'articolo 1 della L. 29 dicembre 1988, n. 544 (art. 3, c. 3, lettera d-bis), DPR 917/1986).
- le somme corrisposte a titolo di borsa di studio dal Governo italiano a cittadini stranieri in forza di accordi e intese internazionali (art. 3, c. 3, lettera d-ter), DPR 917/1986).

Il reddito complessivo (art. 8, DPR 917/1986) è la somma dei redditi di una delle seguenti categorie (Art. 6, DPR 917/1986):
- redditi di lavoro dipendente (artt. 49 - 52, DPR 917/1986);
- redditi di lavoro autonomo (artt. 53 - 54, DPR 917/1986);
- redditi fondiari (artt. 25 - 43, DPR 917/1986);
- redditi di capitale (artt. 44 - 48, DPR 917/1986);
- redditi di impresa (artt. 55 - 66, DPR 917/1986);
- redditi diversi (Artt. 67 - 71, DPR 917/1986).

## Lano tax area
Istituita con la Legge 289/2002, la no tax area (deduzione da lavoro e da pensione) è il nome non tecnico di un valore di reddito al di sotto del quale la persona è esente da imposizione fiscale. Non si tratta di un’esenzione fissata direttamente dalla legge, ma del risultato dell’applicazione delle diverse detrazioni per lavoro dipendente o pensione o da lavoro autonomo, che sono decrescenti al crescere del reddito.
La parte di reddito non soggetta a tassazione è inversamente proporzionale al reddito percepito fino ad annullarsi dopo un certo valore. Per il 2016, la no tax area è stata allargata ai pensionati al di sopra dei 75 anni che abbiano un reddito complessivo inferiore agli 8.125,00 euro l'anno e ai lavoratori dipendenti con reddito complessivo inferiore agli 8.174,00 euro all'anno.
Con la Finanziaria 2007 tale meccanismo è stato trasformato in equivalenti detrazioni d'imposta. Di seguito si riporta il meccanismo previgente.
La no tax area si divide in due parti:
- una, per tutti i contribuenti, pari a 3.000 euro;
- una, spettante ai lavoratori dipendenti o ai pensionati o ai lavoratori autonomi, pari a:
  - per i lavoratori dipendenti, 4.500 euro moltiplicato per i giorni di lavoro e diviso per il numero di giorni dell'anno d'imposta
  - per i pensionati, 4.000 euro moltiplicato per i giorni di lavoro e diviso per il numero di giorni dell'anno d'imposta
  - per i lavoratori autonomi, 1.500 euro.

Per applicare l'Irpef si deve procedere nel modo seguente:
- si prende a base lo stipendio mensile lordo (al netto delle ritenute previdenziali e assistenziali) e si moltiplica per le mensilità percepite. In tal modo si determina il reddito complessivo annuo presunto;
- per i redditi di lavoro dipendente spetta una deduzione (che varia da zero euro a 7.500 euro secondo l'importo del reddito complessivo) che va sottratta al reddito complessivo per determinare il reddito imponibile e si calcola come segue:

Coefficiente di deduzione (con quattro decimali) = (33.500 – reddito complessivo)/26.000
Il coefficiente è formato da un numero da 0 a 1 e devono essere considerati quattro decimali. Se il coefficiente è minore o uguale a 1, la deduzione di 7.500 euro spetta per intero, se invece il coefficiente è maggiore di 1, la no tax area non spetta. Moltiplicando 7.500 per il coefficiente di deduzione si ottiene la deduzione spettante. In pratica, per redditi complessivi superiori a 7.500 euro non spetta alcuna deduzione; per redditi complessivi fino a 7.500 euro la deduzione azzera il reddito imponibile.